# My Heart Takes Over
My Heart Takes Over è un singolo del gruppo musicale pop britannico The Saturdays, pubblicato l'11 novembre 2011 dall'etichetta discografica Polydor Records come terzo ed ultimo singolo estratto dall'album On Your Radar.
Presenta al lato B il singolo So Stupid.

## Brano
Il singolo, scritto da Steve Mac, anche produttore del brano, e Ina Wroldsen, ha avuto meno promozione degli altri due singoli dell'album. Ciò dovuto ai preparativi per il tour All Fired Up! e per la gravidanza in cui era la componente Una Healy. È stato il primo singolo della band a non superare le 100 000 copie vendute in Regno Unito.

## Video
Il video, anticipato da un teaser di 57 secondi il 10 ottobre 2011, è stato pubblicato il giorno seguente sul canale ufficiale Vevo-YouTube del gruppo. Sotto la direzione di Elisha Smith-Leverock, le cantanti hanno registrato il video in Islanda.

## Tracce
CD singolo
1. My Heart Takes Over (radio edit) – 3:44
2. So Stupid – 3:22

Download digitale UK
1. My Heart Takes Over (radio edit) – 3:44
2. My Heart Takes Over (karaoke version) – 4:08
3. So Stupid – 3:22
4. My Heart Takes Over (Rokstone Mix) – 3:55
5. My Heart Takes Over (Ambient Mix) (solo preordine iTunes) – 4:04

## Classifiche
| Classifica (2011) | Posizione massima |
| ----------------- | ----------------- |
| Irlanda           | 31                |
| Scozia            | 8                 |
| Regno Unito       | 15                |